# Mattias Sjögren
Mattias Sjögren (Landskrona, 27 novembre 1987) è un hockeista su ghiaccio svedese.

## Palmarès

### Mondiali
- 2 medaglie:
  - 1 argento (Slovacchia 2011)
  - 1 bronzo (Bielorussia 2014)